# 袁鹏
袁鹏（1967年7月—），男，汉族，湖北宜昌人，中华人民共和国政治人物。现任中国现代国际关系研究院院长，研究员，博士生导师。第十四届全国政协委员。後易名為袁亦鯤，至遲於2023年3月出任中華人民共和國國家安全部副部長。